# Кубок Мальты
Ку́бок Ма́льты (англ. Malta Cup) — профессиональный турнир по снукеру. Начиная с сезона 2004/2005 включён в список профессиональных соревнований. В 2009 году из-за нерейтингового статуса потерял привлекательность и выбыл из календаря.

## История
Кубок Мальты впервые был проведён в 2005 году как замена открытому чемпионату Европы, который до этого также проводился на Мальте. Первым победителем турнира стал шотландец Стивен Хендри, выигравший в финале у своего земляка, Грэма Дотта, 9:7.
В 2006 году финал турнира выдался очень интересным и напряжённым: в финале встретились Джон Хиггинс и Кен Доэрти. В первой сессии матча лидировал Доэрти, во второй инициативу перехватил Хиггинс и повёл, 8:5. Шотландцу оставалось выиграть всего один фрейм, однако Доэрти, известный своим характером и способностью отыгрываться в тяжёлых ситуациях, в свою очередь сравнял счёт, а затем уверенно выиграл решающую партию за один подход.
В последний раз Кубок Мальты в статусе рейтингового был проведён в январе 2007 года, и победителем стал англичанин Шон Мёрфи. В финале он победил валлийца, Райана Дэя, со счётом 9:4 и получил за это 30 000 фунтов стерлингов.
2008 год во многом определил дальнейшую судьбу турнира. Было принято решение о том, что Кубок Мальты в ближайшее время точно не будет рейтинговым, а финансовая поддержка турнира сильно упала. Также был изменён формат проведения: теперь турнир начинался с групповой стадии, а победитель каждой из 4 групп выходил в полуфинал. Многие игроки высказали своё неудовлетворение по поводу даты проведения: финал Кубка Мальты проходил буквально за день до начала нового соревнования. Тем не менее, в турнире по-прежнему участвовали снукеристы из Топ-16, а Шон Мёрфи защитил свой титул, одолев в полуфинале Дин Цзюньхуэя и разгромив в финале Доэрти, 9:3.
На Кубке Мальты, как и на других профессиональных турнирах на Мальте, местным игрокам (таким, как Алекс Борг или Тони Драго) практически постоянно давали уайлд-кард.

## Призовые победителю
- 2005 год: £ 11 000
- 2006 год: £ 30 000
- 2007 год: £ 30 000
- 2008 год: £ 24 000

## Формат на 2008 год
- 1 раунд: Групповая стадия, матчи из 6 фреймов. Возможна ничья.
- 2 раунд (полуфинал): Матчи до 6 побед
- Финал: Матч до 9 побед

## Победители
| Год           | Победитель    | Финалист     | Счёт        | Сезон       |
| рейтинговый   | рейтинговый   | рейтинговый  | рейтинговый | рейтинговый |
| ------------- | ------------- | ------------ | ----------- | ----------- |
| 2005          | Стивен Хендри | Грэм Дотт    | 9:7         | 2004/05     |
| 2006          | Кен Доэрти    | Джон Хиггинс | 9:8         | 2005/06     |
| 2007          | Шон Мёрфи     | Райан Дэй    | 9:4         | 2006/07     |
| нерейтинговый |               |              |             |             |
| 2008          | Шон Мёрфи     | Кен Доэрти   | 9:3         | 2007/08     |